# Bara bekymmer
Bara bekymmer (originaltitel: Nothing But Trouble) är en amerikansk komedifilm med Helan och Halvan från 1945 regisserad av Sam Taylor.

## Handling
Helan och Halvan kommer hem till Amerika igen, efter att ha varit i Europa i 12 år. De försöker ansöka om att få jobb, och får anställning hos Elvira Hawkley som kökspersonal. Under sin vistelse träffar de den unge grabben Chris som de inte vet är arvtagare till tronen i kungariket.

## Om filmen
Från början var filmen påtänkt att heta The Home Front, innan den slutgiltiga titeln blev Nothing But Trouble.
Detta är den sista film som Helan och Halvan gjorde för Metro-Goldwyn-Mayer.

## Rollista (i urval)
- Stan Laurel – Stan (Halvan)
- Oliver Hardy – Ollie (Helan)
- Mary Boland – Elvira Hawkley
- Philip Merivale – prins Saul
- Henry O'Neill – Basil Hawkley
- David Leland – kung Christopher
- John Warburton – Ronetz
- Matthew Boulton – prins Prentiloff
- Connie Gilchrist – Mrs. Flannigan
- Eddie Dunn – polis
- Ray Teal – polis
- Dell Henderson – målare
- Olin Howland – målarens förman
- Robert Dudley – man
- Gino Corrado – Mr. Kitteridge[2]